# Agrippina Jakovlevna Vaganova
Agrippina Jakovlevna Vaganova (in russo Агриппина Яковлевна Ваганова?; San Pietroburgo, 26 giugno 1879 – Leningrado, 5 novembre 1951) è stata una ballerina, coreografa e didatta sovietica.
Ha sviluppato un metodo di insegnamento, chiamato appunto il metodo Vaganova, derivato dall'analisi del metodo e della tecnica della vecchia Scuola Imperiale di Balletto nel periodo di massimo splendore sotto la guida del grande maître de ballet Marius Petipa.
Vaganova perfezionò e sistematizzò questo metodo di insegnare l'arte del balletto classico in un programma di enorme saggezza. Il suo libro, I principi fondamentali della danza classica, pubblicato a San Pietroburgo (allora Leningrado) nel 1934, rimane un libro di testo importantissimo contenente le istruzioni per la tecnica del balletto.

## Biografia
Tutta la vita della Vaganova fu legata al Balletto Imperiale, in seguito Kirov Ballet, ora Mariinskij Ballet, di San Pietroburgo. Figlia di un usciere del Teatro Mariinskij, venne accettata nella scuola del Balletto Imperiale, la grande istituzione fondata da Anna di Russia nel 1738 e finanziata dallo zar. Si diplomò nel 1897 alla Classe de Perfection guidata dalla ex prima ballerina Evgenija Sokolova. Come insegnanti ebbe anche Ekaterina Ottovna Vazem, Enrico Cecchetti, Christian Johansson, Pavel Gerdt, Lev Ivanov, Nikolaj Legat e Ol'ga Preobraženskaja. Per la studentessa Vaganova, all'inizio l'arte del balletto costò fatica poiché il movimento non le riusciva molto naturale, ma lentamente, con impegno e forza di volontà, riuscì ad entrare nella compagnia del Balletto Imperiale.

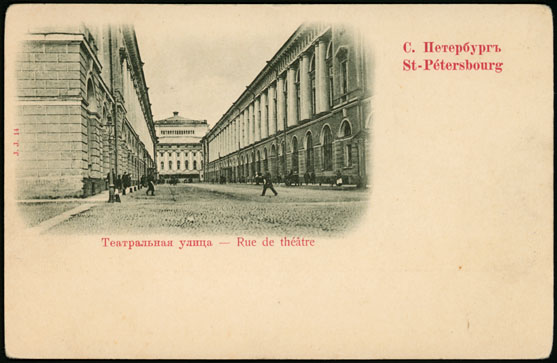
La via del Teatro e il chortechnikum nel 1917

Anche se arrivò al titolo di "prima ballerina" solo un anno prima del suo ritiro, la Vaganova diventò ugualmente famosa tra i ballettomani di San Pietroburgo come la regina delle variazioni per il virtuosismo illimitato e l'alto livello tecnico. È interessante notare che il vecchio maestro Petipa non era molto attratto dalla danzatrice, anzi i suoi commenti nei diari sulle performance di Agrippina erano spesso sottolineati da aggettivi quali "terribile" o "spaventosa".
Nel 1917 si ritirò dalle scene e iniziò ad insegnare al chortechnikum, il nome con il quale veniva chiamata la scuola del Balletto Imperiale. Anche se aveva avuto una carriera rispettabile come ballerina, fu attraverso la padronanza dell'insegnamento della danza classica che avrà sempre un posto di tutto rispetto nella storia del balletto. La battaglia continua in gioventù per decifrare la tecnica del balletto le aveva insegnato moltissimo e i suoi studenti diventarono leggende della danza. Dopo la Rivoluzione d'ottobre il futuro del balletto in Russia sembrava difficile ma Vaganova "lottò con le unghie e con i denti"  per la sopravvivenza di quest'arte che amava così tanto e per la preservazione dell'eredità di Marius Petipa. Nel 1934 diventò direttore del chortechnikum, la scuola che ora porta il suo nome - l'Accademia di Balletto Vaganova.
Tra gli allievi della Vaganova ricordiamo le ballerine sovietiche Natalija Dudinskaja, Marina Semёnova, Galina Ulanova e Ol'ga Lepešinskaja. Il suo insegnamento cercava di combinare lo stile elegante e raffinato del Balletto Imperiale che aveva imparato da maestri quali Enrico Cecchetti con una danza più atletica e vigorosa tipica dello spirito dell'Unione Sovietica.  Nel 1933 allestì e coreografò la celebre versione de Il lago dei cigni con la Ulanova nella parte di Odette-Odile.
Alcuni dei graduati dell'Accademia Vaganova sono tra le più alte personalità del balletto. Basti citare Rudol'f Nureev, Irina Kolpakova, Michail Baryšnikov, Natalija Makarova, Jurij Solov'ëv, Altynai Asylmuratova, Diana Višnëva e Svetlana Zacharova.

## Bibliografia

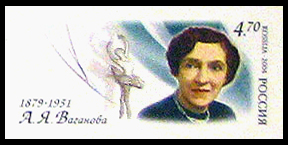
Francobollo russo dedicato a Agrippina Vaganova